# Jelka Miš
Jelka Miš (Dubrovnik, 2. listopada 1875. – Dubrovnik, 8. veljače 1956.) – hrvatska učiteljica koja je poklanjanjem svoje etnografske zbirke omogućila osnivanje Etnografskoga muzeja u sklopu Dubrovačkih muzeja

## Životopis
U ranom djetinjstvu ostaje bez roditelja - majka Ana umire ubrzo nakon poroda, a otac Vlaho, koji je bio postolar, ženi se majčinom sestrom Marijom Lučić s kojom će Jelka ostati živjeti nakon očeve smrti (Jelka je imala pet godina). U Dubrovniku završava učiteljsku školu i kao učiteljica počinje raditi 1893. u Vodicama, zatim na Hvaru, a 1894. dolazi na Mrcine gdje radi do 1908. kada je premještena u Dubrovnik. Za ručni se rad zainteresirala dok je pohađala učiteljsku školu na predmetu Domaćinstvo na kojem se podučavalo vezenje. Život je posvetila istraživanju narodnih vezova i prikupljanju svoje zbirke. Bila je članica Narodne ženske zadruge i podružnice u Cavtatu, članica i utemeljiteljica dubrovačkih i cavtatskih Pčelica - udruge za unapređivanje narodnoga umijeća u Cavtatu, Zagrebu i Petrinji. Iz nje će poslije nastati Vezilačka škola. Primila je brojna priznanja za svoj rad.

## Nastajanje zbirke
Svoju je zbirku počela sakupljati kao mlada učiteljica 1895. u selu Mrcine. U početku je prikupljala konavoska veziva i nošnju. U njezinim bilješkama nalazimo imena tehnika konavoskog veza: utkanica, kadifača, mrki vez; nazive ošvi na poprsnici i zarukavlju (na cvijetke, na žmirice, na čempresiće, zubačke, gusjeničke, ...);  istražuje kako su žene bojile svilu i vunu koristeći se biljem, plodovima, korijenjem; koje su boje koristile (crna ili mrka, crvena na vino, šipkova, na kesten ili na jagodu, zelena na maslinu, plava jasna i zagašena i žuta), vrste platna, vezova, prigode. Putovala je Hercegovinom, Bosnom, Makedonijom, Kosovom, Vojvodinom te tamo prikupljala narodno vezivo, otkupljivala nošnje i vezove, pravila skice, koje je kasnije precrtavala u obliku tehničkog crteža. Na tim je putovanjima održavala tečajeve prosvjetnim radnicima o narodnom vezu. Od svoje je učiteljske plaće otkupljivala vrlo vrijedne primjerke etnografske građe te mnoge primjerke spasila od nestajanja i zaborava. Iz njezine ostavštine osnovan je Etnografski muzej u sklopu Dubrovačkih muzeja.

## Prenošenje znanja
Na Mrcinama je okuplja školske djevojčice, podučava ih ručnim radovima, organizirala kućne radinosti i trudila se podučavati o važnosti baštine te je izlagati i pokazivati javnosti. Sama je kupovala materijal, prodavala ručne radove da bi platila djeci koja su u ratu i siromaštvu vezla. Željela je u Konavlima otvoriti osnovati školu za ručne radove, koju je sredstvima od vezenja uspjela pokrenuti u Cavtatu. U Vezilačkoj su školi vezilje dobivale naknadu za svoj rad, a njihovi radovi (stolnjaci, garniture, jastuci, zavjese...) prodaju se na našim i stranim tržištima. Također sudjeluju na svjetskim izložbama -  Pariz, New York, Washington, Nizozemskoj, Danskoj - o čemu izvještava i dubrovački list Tribun 1930. Jedan je stolnjak izvezen konavoskim vezom poklonjen i danskoj kraljici o čemu su izvijestile i kopenhaške novine.

## Anegdota s 28. predsjednikom SAD-a
Izradila je stolnjak za 12 osoba i poklonila ga američkom predsjedniku Woodrowu Wilsonu. Godine 1919. on joj piše:„Gospođa Wilson i ja duboko cijenimo vaš veliki dar. On će nam biti uspomena na vaše prijateljstvo, na rad umjetnika u narodu za koji se mi duboko zanimamo. Svojom će ljepotom biti ures sobe kao sjajna zraka dalekih prijatelja.“

## Prva cjelovita izložba
„Jelka Miš - život posvećen baštini“, naziv je izložbe koja je 29. prosinca 2010. postavljena u Etnografskom muzeju Rupe u Dubrovniku. To je prva cjelovita izložba zbirke Jelke Miš. Do tada je zbirka izlagana fragmentarno na nekoliko svjetskih izložaba i to još za života Jelke Miš. Godine 1906. održana je izložba u Londonu za koju je Jelka Miš izradila popis zbirke narodnih vezova - Popis zbirke narodnih vezova Jelke Miš od 27. rujna 1905. ( dokumentacija se čuva u Državnom arhivu u Dubrovniku) Posljednja je izložba bila 1954. u Etnografskom muzeju Rupe. Etnografski muzej u Dubrovniku posjeduje zbirku od više 2500 predmeta koje je Jelka Miš prikupila. Osim originalnih predmeta, fragmenata veza i izvornih nošnja zbirka ima i preko 1000 uzoraka veza s tradicijskog ruha koje je Jelka Miš izradila sama ili uz pomoć svojih učenica u Općinskom ateljeu za narodno vezivo u svojoj kući. Na izložbi su pokazani unikatni predmeti iz cijele Hrvatske i susjednih zemalja. Značajni primjerci etnografske građe su: dubrovačka čipka, koja je gotovo nestala (sačuvana fragmentarno u konavoskim pokrivačima), poznata kao renesansna čipka Point de Raguse i konavoski svilovez s uzorcima iz 18. i 19. stoljeća, poznatih pod nazivom mrki vez koji se tako zove po osnovnom motivu (rombovi i trokuti), a koji se izvodio crnom, mrkom svilom i koji nisu znale vesti sve Konavoke, već samo posebne majstorice.